# Crioulo da Brava
| Crioulo da Brava | Crioulo da Brava                                             |
| ---------------- | ------------------------------------------------------------ |
| Falado em:       | Brava em Cabo Verde                                          |
| Total falantes:  | approx. 5.000 ver 8.000                                      |
| Classificação:   | Crioulo cabo-verdiano Crioulos de Sotavento Crioulo da Brava |

O Crioulo da Brava é um dialecto do crioulo cabo-verdiano, pertencente ao grupo dos crioulos de Sotavento, falado sobretudo na ilha Brava.
Estima-se que é falado por 1,36% da população em Cabo Verde, mas esse número pode ser ligeiramente maior devido à migração interna nas ilhas. A esse número deverão ser acrescentados os falantes em comunidades emigrantes no estrangeiro.

## Características
Para além das características gerais dos crioulos de Sotavento o crioulo de Brava ainda tem as seguintes características:
- O aspecto progressivo do presente é formado colocando stâ antes dos verbos: stâ + V.
- O som /õ/ (derivado do português /ɐ̃w/ escrito ão) está representado por /ɐ̃/. Ex. coraçã em vez de coraçõ «coração», mã em vez de mõ «mão», razã em vez de razõ «razão».

Vocabulário
Gramática
Alfabeto